# Медисън (окръг, Индиана)
Окръг Медисън (на английски: Madison County) е окръг в щата Индиана, Съединени американски щати. Площта му е 1173 km², а населението е 130 129 души (1 април 2020). Административен център е град Андерсън.